# Jiří Šimon
Jiří Šimon (5. dubna 1936 Veselá u Mnichova Hradiště – 9. prosince 2008 Praha) byl český atletický trenér, dlouholetý vysokoškolský pedagog a vedoucí katedry na Fakultě tělesné výchovy a sportu Univerzity Karlovy v Praze. Jako spisovatel je držitelem ceny nazvané Kanzelsberger cena čtenářů v soutěži Magnesia Litera z roku 2009.

## Život
Narodil se v roce 1936 na zemědělském statku ve Veselé u Mnichova Hradiště, kde prožil i válečná léta a komunistický převrat v roce 1948. Rozhodnutím soudu byl v roce 1953 zemědělský statek rodině zabaven a celá rodina přestěhována do Heřmaniček u České Lípy. Na statek se mohl vrátit až v roce 2000, kdy byl státem vrácen po osmiletém restitučním sporu.
Studoval na gymnáziu a potom vystudoval Fakultu tělesné výchovy a sportu Univerzity Karlovy v Praze, obor tělesná výchova-biologie. Na této fakultě pak působil od roku 1962 až do roku 2000 jako pedagog, přičemž v letech 1992 až 2000 vykonával funkci vedoucího katedry atletiky. Jeho studenty byla řada olympijských medailistů, mistrů světa a mistrů Evropy v různých sportech, např. Štěpánka Hilgertová, Helena Fibingerová, Jarmila Kratochvílová, Imrich Bugár, Ludvík Daněk, Jaroslav Brabec a další sportovci a trenéři. Jiří Šimon ve svém oboru vždy prosazoval spojení teorie s praxí. Byl aktivním sportovcem, nejprve členem Lokomotivy Česká Lípa a potom Slavie VŠ Praha. Kromě pedagogické činnosti na fakultě se věnoval také trenérské práci.

## Trenérská ametodická činnost
Jeho úspěšná trenérská a metodická činnost byla zaměřena zejména na hod oštěpem. Jiří Šimon má velký podíl na tom, že se oštěpaři a oštěpařky zařadili mezi naše nejúspěšnější reprezentanty v mezinárodním měřítku. Už v 1962 si dal předsevzetí, že přispěje k vybudování české oštěpařské školy.
Koncem sedmdesátých let byl Jiří Šimon tehdejším vedením atletiky pověřen, aby se pokusil zlepšit výkony v hodu oštěpem, protože hod oštěpem byl v bývalém Československu považován za nejslabší ze všech atletických disciplín. Šimon sbíral a rozšiřoval materiály od nejúspěšnějších zahraničních oštěpařských trenérů. Snažil se jezdit na zahraniční stáže a učit se od nejlepších v oboru. Řadu poznatků a informací získal např. v Maďarsku, kde působil tvůrce maďarské oštěpařské školy profesor Jenö Koltai. Prvky maďarské techniky se později uplatnily v technice Jana Železného.
Úspěšnými svěřenci Jiřího Šimona, které osobně trénoval, byli např. předchůdce Jana Železného, oštěpař Zdeněk Adamec a oštěpařka Kateřina Kotmelová. Adamec se jako první československý oštěpař po mnoha letech stagnace této disciplíny dokázal propracovat do světové špičky. Adamcův osobní rekord je 92,94 m z roku 1985. Kateřina Kotmelová má osobní rekord 62,02 m z roku 1988. Další Šimonův svěřenec, Jaroslav Halva, se stal trenérem Jana Železného.
Jiří Šimon řadu let působil také jako předseda metodické komise Českého atletického svazu.

## Publikace
Je autorem a spoluautorem mnoha publikací se sportovní tematikou, jako např. Studium struktury sportovního výkonu a některých problémů hodu oštěpem, Atletické hody a vrhy, apod. Napsal také knihu Ukradený domov, ve které popisuje své vzpomínky na dětství. V předmluvě ke knize Arnošt Lustig mimo jiné uvedl:

Půvab této knihy spočívá především v její pravdivosti, je záznamem skutečných událostí a osudů. Přečtěte si ji a budete moudřejší o cennou, draze zaplacenou zkušenost.

V roce 2009 bylo Jiřímu Šimonovi za knihu Ukradený domov in memoriam uděleno české literární ocenění Kanzelsberger cena čtenářů v soutěži Magnesia Litera.